# حوت أتوك
حوت أتوك (الاسم العلمي:†Attockicetus) هو جنس منقرض من الثدييات يتبع فصيلة الحيتان الرمنغتونية من رتبة مزدوجات الأصابع.